# Spencer Elden
Spencer Kenneth Royce Elden (Los Ángeles, California, 7 de febrero de 1991) es un modelo y artista callejero estadounidense, conocido por ser el bebé de la portada del álbum Nevermind, publicado por la banda de grunge Nirvana en 1991.
En 2001, Elden rehízo la portada para la revista Rolling Stone por el décimo aniversario del álbum. También apareció en la carátula del álbum The Dragon Experience de cEvin Key. En 2008 y en 2016 volvió a rehacer la portada de Nevermind.
En agosto de 2021, Elden demandó a Nirvana por pornografía infantil y explotación sexual, buscando una indemnización de 150 000 dólares de los acusados, entre ellos Dave Grohl, Krist Novoselic, Courtney Love, Kirk Weddle, Universal Music, etc. El abogado Jamie White, criticó la demanda y la calificó de "frívola", "ofensiva" e "indignante" para las verdaderas víctimas de abuso sexual infantil, al mencionar sobre esta que "esto es una apropiación de dinero",mientras que James Cohen, profesor de la escuela de derecho Fordhamy, menciona que "el contexto no sugiere que sea pornografía", ambos expertos recalcando el capitalismo representado en la portada, y aseverando que una corte simplemente desestimaría el caso.